# Where Does Your Spirit Go?
Where Does Your Spirit Go? è un singolo del rapper australiano The Kid Laroi pubblicato il 21 aprile 2023 come terzo estratto dal primo album in studio The First Time dalla Columbia.

## Tracce
Testi di Charlton Howard, Billy Walsh, Isaac De Boni, Louis Bell, Michael Mule, musiche di Isaac De Boni, Michael Mule, Louis Bell.
1. Where Does Your Spirit Go? – 3:21